# Майкл Коллинз (фильм)
«Майкл Коллинз» (англ. Michael Collins) — художественный фильм ирландского режиссёра Нила Джордана, снятый в 1996 году.

## Описание
История Майкла Джона Коллинза, борца за независимость Ирландии начала XX века, с жизнью и смертью которого отождествляется триумф, ужас и трагедия этого периода гражданской войны. Фильм рассказывает про подпольную деятельность Коллинза, а также про взаимоотношения с его соратником и соперником — президентом Ирландии Имоном де Валера.

## В ролях
- Лиам Нисон — Майкл Коллинз
- Эйдан Куинн — Гарри Боланд
- Стивен Ри — Нед Брой
- Алан Рикман — Имон де Валера
- Джулия Робертс — Китти Кирнан
- Иэн Харт
- Джонатан Рис-Майерс

## Награды и номинации
- 1997 — две номинации на премию «Оскар»: лучшая музыка к драматическому фильму (Эллиот Голденталь), лучшая операторская работа (Крис Менгес)
- 1997 — две номинации на премию «Золотой глобус»: лучшая мужская роль — драма (Лиам Нисон), лучшая музыка к фильму (Эллиот Голденталь)
- 1997 — две номинации на премию BAFTA: лучшая мужская роль второго плана (Алан Рикман), лучшая операторская работа (Крис Менгес)
- 1997 — номинация на премию «Спутник» за лучшую музыку к фильму (Эллиот Голденталь)
- 1996 — два приза Венецианского кинофестиваля: Золотой лев (Нил Джордан), Кубок Вольпи за лучшую мужскую роль (Лиам Нисон)